# إدموند كولينز
إدموند كولينز (بالإنجليزية: Edmund Collins)‏ هو كاهن كاثوليكي أسترالي، ولد في 22 مارس 1931 في بريدوود في الولايات المتحدة، وتوفي في 8 أغسطس 2014 في سيدني في أستراليا.